# Deliensite
La deliensite è un minerale.